# 入江亞季
入江亞季（日语：／ Irie Aki），日本漫畫家。女性。出身於香川縣丸龜市。

## 經歷
大學時期主修中國文學。在同人誌活動之後，2004年憑藉《Comic Beam》（enterbrain）上發表的首次亮相。隔年，開始在同一雜誌上連載《群青學舎》。本身既有少女漫畫優美多彩的人物描寫，又有少年漫畫簡單易懂的框架結構。
2008年，在《Fellows！》（enterbrain）開始第一部長篇連載《小亂之魔法家族》。2016年開始連載第2部長篇作品《偕雲前往北北西》。
過去，以、的名義為淺野敦子和新井素子的小說繪製插圖，並為《活字俱樂部》繪製封面插圖。此外，還在2004年和2005年擔任JIVE角色獎插畫部門的評審。
其首部連載作品《群青學舎》在《必讀的這本漫畫！2007》（FREESTYLE）中排名第4。之後下一部作品《小亂之魔法家族》入選為2012年日本新媒體動漫藝術節漫畫部門推薦作品。

## 人物
2015年到2016年間，她成為漫畫家第一次休載期間，取得了汽車駕駛執照。

## 作品列表
- 回聲之谷 王立大學騷亂劇（日语：コダマの谷 王立大学騒乱劇）（2006年，enterbrain）

收錄（2002年—2003年，同人誌發表作品）與（2002年—2004年，《PAFU》，雜草社）
- 群青學舍（日语：群青学舎）（2006年—2008年，《Comic Beam》，enterbrain）

單行本全4冊。全38話。
- 小亂之魔法家族（日语：乱と灰色の世界）（2008年—2015年，《Fellows！》→《Harta》，enterbrain→KADOKAWA）

單行本全7冊。
- 多朗與多由良（2015年—2016年，《Harta》，KADOKAWA）

在纏著《Harta》的書腰背面連載。第29號附有B5小冊子，重印了先前出版的故事，僅在部分書店有販售。
- 偕雲前往北北西（2016年—連載中，《Harta》→《藍騎士（日语：青騎士 (漫画誌)）》，KADOKAWA）

單行本目前7冊。
- 旅（2022年，KADOKAWA）

短篇作品集。寬版也已發布。

### 共著
- Fellows！總集篇 乙嫁物語&亂與灰色的世界（日语：Fellows!#特別企画本）（2009年，enterbrain）

詳細內容參照外部連結。

### 其它
- harta archives volume 2 入江亞季—在《Harta》第52號書店購買特典[2]。收錄有（2000年個人雜誌出版）與（2001年個人雜誌出版）。

## 插圖、插畫
名義
- 〈迷宮〉—2000年，Dual文庫（日语：徳間デュアル文庫）（德間書店）
- —2001年，Dual文庫（德間書店）

名義
- 時空獵人YUKI（日语：時空ハンターYUKI）—2005年，（JIVE（日语：ジャイブ））

## 腳註

## 外部連結
- （日語）—入江亞季的官方個人網站（目前閉鎖）。
- （页面存档备份，存于） —入江亞季的獨家專訪與上色過程影片。